# Plaucheville
Plaucheville – wieś w Stanach Zjednoczonych, w stanie Luizjana, w parafii Avoyelles.